# 1672 Ґезелле
1672 Ґезелле (1672 Gezelle) — астероїд головного поясу, відкритий 29 січня 1935 року.
Тіссеранів параметр щодо Юпітера — 3,140.